# Ropraz
Ropraz är en ort och kommun  i distriktet Broye-Vully i kantonen Vaud, Schweiz. Kommunen har 532 invånare (2023).